# Chrysopogon zizanioides
El vetiver, Chrysopogon zizanioides, anteriormente clasificado como Vetiveria zizanioides) es una planta perenne de la familia de las gramíneas, nativa de la India. El nombre vetiver es originario del idioma tamil வெட்டிவேர் significando "raíz que está desenterrada." En el norte de la India también se le llama  Khus  o kus (hierba, que no debe confundirse con Khus Khus, que se refiere a Papaver somniferum). Se encuentran registros en la literatura tamil de usos del vetiver con propósitos medicinales.

## Descripción
El vetiver puede crecer hasta 1,5 m, tallos altos, hojas largas, delgadas y rígidas. A diferencia de la mayoría de las gramíneas, las raíces del vetiver crecen masivamente de manera vertical y alcanzan una profundidad de hasta 4 m. Sus semillas no son fértiles, por lo cual es una planta ecológicamente segura. Posee un sistema radicular fasciculado: sus raíces son finas, compactas y profundizadoras, con un gran volumen de rizosfera. Los tallos son firmes y erguidos, y pueden alcanzar alturas de hasta 3 m en buenas condiciones. Tiene capacidad de rebrote desde la corona, resistiendo condiciones adversas, como temperaturas extremas (tolera desde los −15 °C hasta los 55 °C), condiciones extremas de pH (3,3 a 12,5), medios altos en acidez, alcalinidad y salinidad, así como la presencia elevada de sodio, magnesio, aluminio, manganeso y metales pesados. Puede crecer en suelos anegados y tiene un alto nivel de tolerancia a herbicidas y plaguicidas, aunque no así a medios con demasiada sombra.
El vetiver está estrechamente relacionado con otras gramíneas fragantes como el Cymbopogon (Cymbopogon citratus) y la citronella (Cymbopogon nardus). 
Está siendo ampliamente usado en bioingeniería para control de la erosión; fitorremediación de aguas y suelos contaminados por metales pesados, hidrocarburos, agroquímicos, y otros polutantes.

## Distribución y hábitat
A pesar de que el vetiver es originario de la India, es ampliamente cultivado en los países de las regiones tropicales. Los mayores productores a nivel mundial son Haití, la India, Java y Reunión.

## Historia

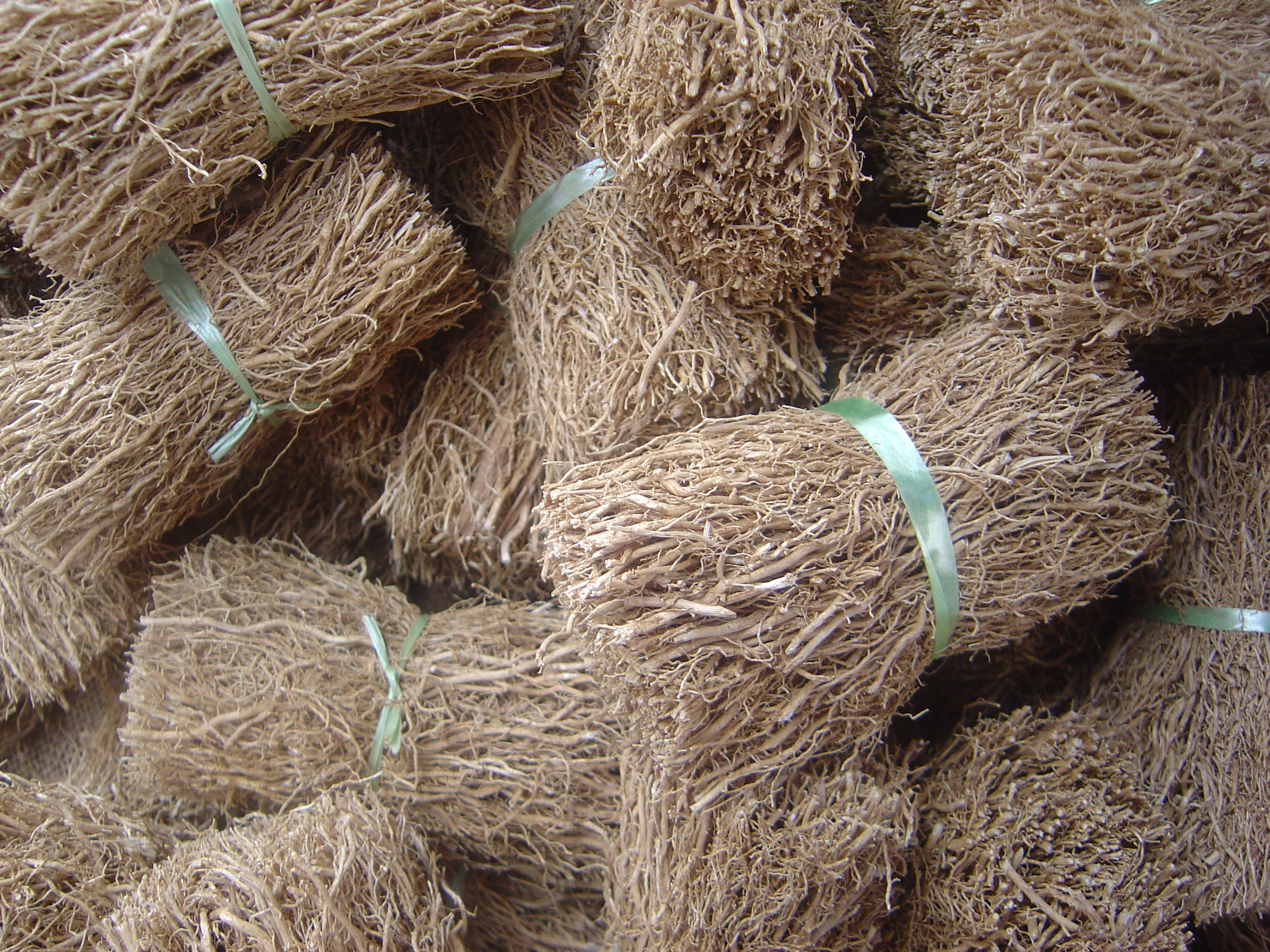
Raíces de vetiver.

La medicina ayurvédica considera la raíz de vetiver amarga, refrescante, estomacal y astringente, además de un antídoto contra los venenos, y se recomienda en la sensación de escozor, fiebres biliosas, sudores, sed, úlceras y enfermedades de la sangre. Se ha empleado en perfumería como aceite esencial. Es un reputado medio para ahuyentar polillas y otros insectos. La esencia se usa en la India como linimento contra el reumatismo, por vía externa, y como carminativa y estimulante por vía interna, para calmar la sed, bajar la fiebre, como antiinflamatorio y para disminuir dolores de cabeza. También en ese país acostumbran a tejer esteras y cestos con la planta, los cuales humedecidos, desprenden un agradable olor que purifica el ambiente.
En la medicina tradicional china, se utiliza para combatir síntomas menopáusicos, reponer los tejidos y nutrir la sangre.

## Usos

### Estabilización de taludes

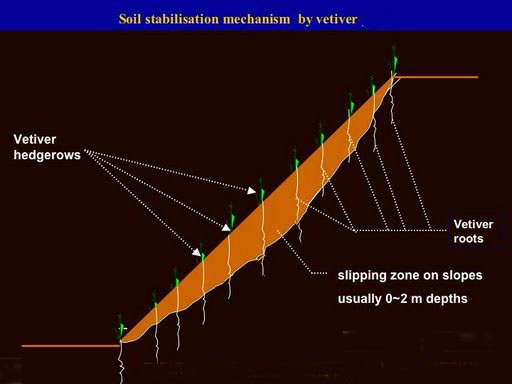
Mecanismo de estabilización de taludes usando plantaciones de vetiver

En los últimos años, se ha convertido en una herramienta confiable para la estabilización de taludes, experiencias en diversos países con climatologías y suelos distintos han comprobado su eficacia en esta materia, se considera la alternativa más moderna y ecológica para este fin.

### Tratamiento de aguas residuales (domésticas e industriales)
Diversas pruebas en Asia han demostrado un alto poder descontaminante y está siendo usada en biorremediación.

### Control de la erosión
Muchos aspectos del vetiver lo convierten en un excelente recurso para controlar la erosión. A diferencia de muchas gramíneas, las raíces del vetiver crecen exclusivamente de manera vertical, alcanzando hasta los 4 metros de longitud. Poseen una alta resistencia a la tensión (equivalente a 1/6 del acero blando). Esto lo convierte en un excelente estabilizador de bordes y terrazas. Cuando se siembra para formar barreras vivas, la cercanía con que crecen las macollas restringe el paso de agua, a la vez que retiene los sedimentos presentes.
Y por el cloruro carbónico que tienen sus raíces sostiene el talud o barranco.

### Aromaterapia y perfumería

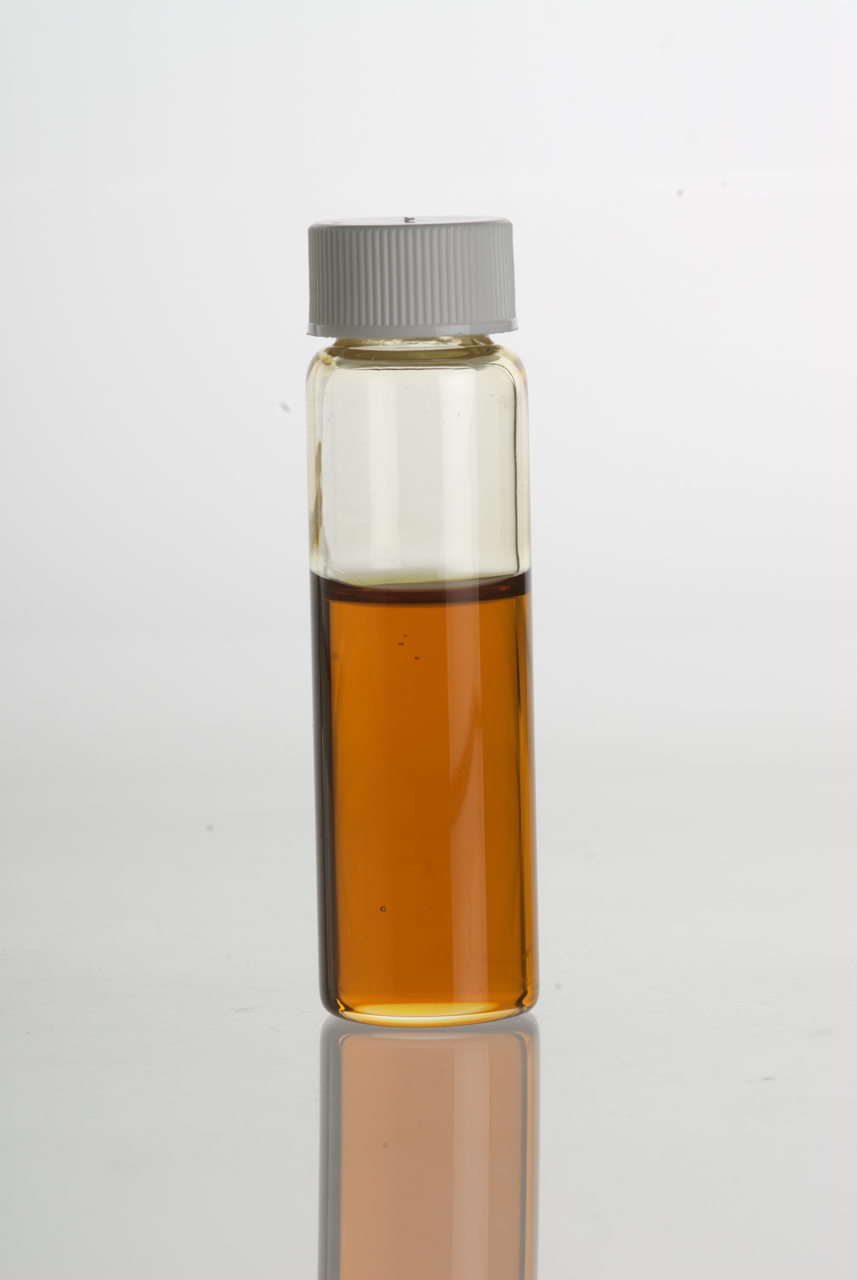
Aceite esencial de vetiver

El vetiver se cultiva comúnmente para la extracción de su aceite esencial, el que se obtiene tras la destilación por arrastre de vapor de su raíz. Es apreciado en perfumería por sus efectos armonizadores, fijadores y potenciadores en las fragancias, haciendo que los demás ingredientes se integren mejor entre sí. Se estima que la producción mundial es de alrededor de 250 toneladas por año. Por sus propiedades estabilizantes o preservadoras, se usa ampliamente en los perfumes. Está contenido en, aproximadamente, el 36% de los perfumes occidentales. Haití es uno de los mayores productores de vetiver en el mundo, junto con Java, China, India y Brasil. Los Estados Unidos, Europa, India y Japón son los principales consumidores.
Su aceite esencial contiene un 60 % de vitevenoles y un 12 % de vitevenonas, ambos derivados sesquiterpénicos.

### Alimentación
Es uno de los ingredientes del jarabe de sabores Rooh afza, propio de la India.

## Taxonomía
Chrysopogon zizanioides fue descrita por (L.) Roberty  y publicado en Bulletin de l'Institut Française d'Afrique Noire 22: 106. 1960.
Etimología
Chrysopogon: nombre genérico que deriva del griego chrysos (de oro) y pogon (barba), aludiendo a los pelos de color marrón dorado del callo de algunas especies.
zizanioides: epíteto latino compuesto que significa "similar al género Zizania".

### Sinonimia
- Agrostis verticillata Lam.
- Anatherum muricatum (Retz.) P.Beauv.
- Anatherum zizanioides (L.) Hitchc. & Chase
- Andropogon festucoides J.Presl
- Andropogon muricatum Retz.
- Andropogon muricatus Retz.
- Andropogon squarrosus L.f.
- Andropogon zizanioides (L.) Urb.
- Chrysopogon zizanioides (L.) Roberty
- Holcus zizanioides (L.) Kuntze ex Stuck.
- Phalaris zizanioides L. basónimo
- Sorghum zizanioides (L.) Kuntze
- Vetiveria arundinacea Griseb.
- Vetiveria muricata (Retz.) Griseb.
- Vetiveria odorata Virey
- Vetiveria odoratissima Bory[10]